# Hebbal, Chitapur
Hebbal là một làng thuộc tehsil Chitapur, huyện Gulbarga, bang Karnataka, Ấn Độ.